# تارة سينغ
تارة سينغ هو سياسي هندي، ولد في 1938 في مومباي في الهند، وتوفي في 19 سبتمبر 2020. نشط حزبياً في حزب بهاراتيا جاناتا. وقد انتخب Member of the Maharashtra Legislature ‏.